# Metropolitano de Seul
Metrô de Seul (hangul: 수도권 전철 ) é um sistema de metropolitano composto por 23 linhas de trânsito rápido, metrô leve, trens urbanos e transporte de pessoas, localizado no noroeste da Coreia do Sul. 
O sistema atende a maior parte da Área Metropolitana de Seul, incluindo a metrópole de Incheon e cidades satélites na província de Gyeonggi. Algumas linhas regionais da rede estendem-se para além da Grande Seul, até às áreas rurais no norte da província de Chungnam e no oeste da província de Gangwon, que se encontram a mais de 100 quilômetros de distância da capital.
A rede consiste em múltiplos sistemas que formam um sistema maior e coerente. Sendo estas o Metrô de Seul propriamente dito, consistindo nas linhas 1 a 9 de certas linhas de trem leve, que atendem a cidade de Seul e arredores; as linhas ferroviárias regionais Korail, que atendem a região metropolitana e além; as linhas do Metrô de Incheon, que atendem a cidade de Incheon; e diversas linhas de trem leve, como a Gimpo Goldline e a Yongin Everline, que conectam áreas de menor densidade de suas respectivas cidades ao restante da rede. A maior parte do sistema é operada por três empresas: Seoul Metro, Korail (Korea Railroad Corporation) e Incheon Metro, enquanto o restante é operado por uma variedade de empresas municipais locais e empresas ferroviárias privadas.
Sua primeira linha de metrô, a Linha 1, começou a ser construída em 1971 e começou a operar em 1974, com passagem pelas ferrovias suburbanas de Korail. Em 2022, a rede tinha 331,5 quilômetros de trilhos somente nas linhas 1 a 9. A maioria dos trens foi construída pela Hyundai Rotem, a principal fabricante de trens da Coreia do Sul. 

## Sistema de operadores
O Metropolitano de Seul é operado por três organizações, que se distribuem o funcionamento das diversas linhas:
- Sistemas Nacionais Coreanos, ou Korean National Railroad, que opera a maior parte da linha 1, partes das linhas 3 e 4, e a linha 9
- Corporação do Sistema Subterrâneo de Seul, ou Seoul Metropolitan Subway Corporation, que se ocupa da linha 2, a parte subterrânea da linha 1, e a maior parte das linhas 3 e 4.
- Corporação do Sistema Metropolitano de Seul, ou Seoul Metropolitan Rapid Transit Corporation, que maneja as líneas 5, 6, 7 e 8.